# In the Doghouse
Pour plus de détails, voir Fiche technique et Distribution.
In the Doghouse est un film britannique réalisé par Darcy Conyers, sorti en 1961.

## Synopsis
Un vétérinaire fraîchement diplômé reprend un cabinet à la campagne. Il se heurte à la concurrence d'un autre vétérinaire.

## Fiche technique
- Titre original : In the Doghouse
- Réalisation : Darcy Conyers
- Scénario : Michael Pertwee, d'après le roman It's A Vet's Life d'Alex Duncan
- Direction artistique : Maurice Carter
- Décors : Arthur Taksen
- Costumes : Joan Ellacott
- Photographie : Alan Hume
- Son : Bill Daniels, C.C. Stevens
- Montage : Roger Cherrill
- Musique : Philip Green
- Production exécutive : Earl St. John
- Production : Hugh Stewart
- Société de production : The Rank Organisation Film Productions
- Société de distribution : Rank Film Distributors
- Pays d'origine :  Royaume-Uni
- Langue originale : anglais
- Format : Noir et blanc  — 35 mm — 1,66:1 — son mono
- Genre : Comédie
- Durée : 95 minutes
- Dates de sortie : Royaume-Uni : 1961

## Distribution
- Leslie Phillips : Jimmy Fox-Upton
- Peggy Cummins : Sally Huxley
- Hattie Jacques : Primrose Gudgeon
- James Booth : Bob Skeffington
- Dick Bentley : M. Peddle
- Colin Gordon : le diacre
- Joan Heal : Mme Peddle
- Esma Cannon : Mme Raikes
- Fenella Fielding : Mlle Fordyce
- Richard Goolden : M. Ribart
- Joan Hickson : Mlle Gibbs
- Vida Hope : Mme Crabtree
- Jacqueline Jones : Rita
- Peggy Thorpe-Bates : Mme Muswell
- Harry Locke : Sid West
- Patsy Rowlands : la barmaid
- Kynaston Reeves : le colonel